# Kitty Green

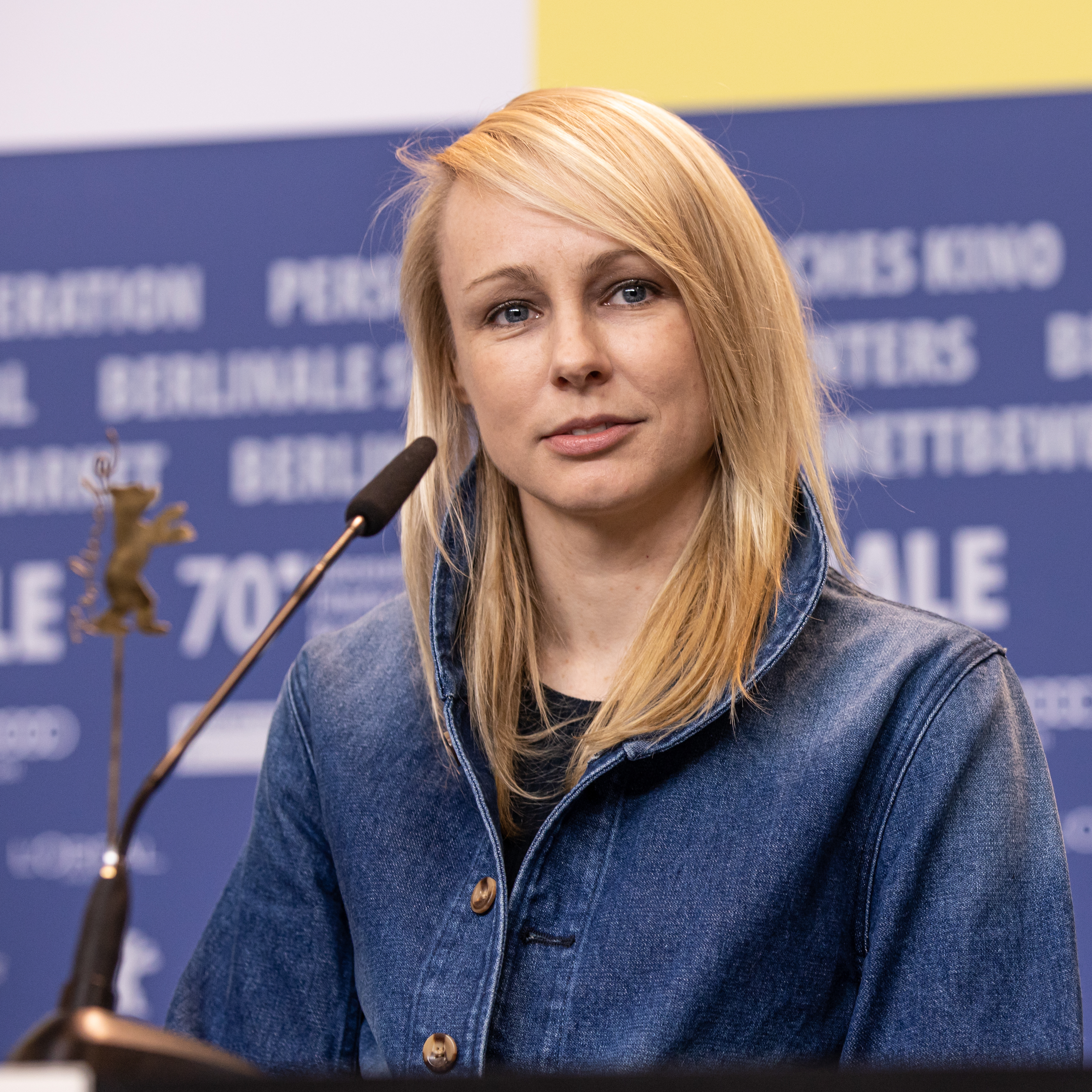
Kitty Green bei der Vorstellung ihres Films The Assistant auf der Berlinale 2020

Kitty Green (geboren 1984 in Melbourne) ist eine australische Filmregisseurin, Autorin und Produzentin. Green studierte Film und Fernsehen am Victorian College of the Arts. Ihr Abschlussfilm Spilt wurde international gezeigt.

## Berufliches Wirken
Greens Debütfilm Die Ukraine ist kein Bordell (The Ukraine Is Not A Brothel) wurde 2013 auf den Internationalen Filmfestspielen von Venedig vorgestellt. Der Dokumentarfilm erzählt die Geschichte von Femen, der ukrainischen Feministinnen-Bewegung. Dafür hatte sie mehrere Mitfrauen der Bewegung und deren Handlungen über Jahre begleitet, einige der Aktivistinnen waren bei der Filmvorstellung in Venedig dabei. Der Film offenbart, dass Viktor Swjatski die Gruppe mitbegründet, die Aktionen geplant und die Mitfrauen emotional abhängig gemacht hat. Für Die Ukraine ist kein Bordell gewann sie 2014 den Preis für den besten Dokumentarfilm der Australian Academy of Cinema and Television Arts.
Greens Kurzfilm The Face of Ukraine: Casting Oksana Baiul über ein Casting von sechs Mädchen, die sich um die Rolle der ukrainischen Eiskunstläuferin Oksana Bajul bewerben, lief auf der Berlinale 2015 in der Sektion Generation. 2017 lief Casting JonBenet auf der Berlinale in der Sektion Panorama, Dokumente. Der Film thematisiert den Mord an der sechsjährigen Schönheitskönigin JonBenet Ramsey. Netflix hat sich die Rechte für die Filmdistribution gesichert. 2020 wird ihr Spielfilmdebüt The Assistant auf der Berlinale in der Panorama-Sektion gezeigt. Der Film zeigt einen Tag im Leben von Jane, einer Assistentin eines mächtigen Filmproduzenten. Das Drehbuch hat Green selbst verfasst. The Assistant war als bester Film für den Gotham Award 2021 nominiert.

## Filmografie
- 2013: Ukraine Is Not A Brothel
- 2015: The Face of Ukraine: Casting Oksana Baiul
- 2017: Casting JonBenet
- 2019: The Assistant
- 2023: The Royal Hotel

## Auszeichnungen
- AACTA Award for Best Feature Length Documentary 2014 für The Ukraine Is Not A Brothel[11]
- Best Non-Fiction Short Film Sundance Film Festival 2015 for The Face of Ukraine: Casting Oksana Baiul[12]